# Zellia
Zellia es un género de foraminífero bentónico de la subfamilia Pseudoschwagerinae, de la familia Schwagerinidae, de la superfamilia Fusulinoidea, del suborden Fusulinina y del orden Fusulinida. Su especie tipo es Pseudoschwagerina (Zellia) heritschi. Su rango cronoestratigráfico abarca desde el Darvasiense hasta el Murgabiense (Pérmico superior).

## Discusión
Clasificaciones más recientes incluyen Zellia en la superfamilia Schwagerinoidea, y en la subclase Fusulinana de la clase Fusulinata.

## Clasificación
Zellia incluye a las siguientes especies:
- Zellia colaniae †
  - Zellia colaniae minor †
- Zellia concentrica †
- Zellia crassialveola †
- Zellia dervasica †
- Zellia elliptica †
- Zellia fornula †
- Zellia galatea †
  - Zellia galatea ellipsoidea †
- Zellia heritschi †
  - Zellia heritschi afghanica †
- Zellia longyinica †
- Zellia montipara †
- Zellia nunosei †
- Zellia ovata †
- Zellia praeheritschi †
  - Zellia praeheritschi elongata †
  - Zellia praeheritschi inflata †
- Zellia robusta †
- Zellia subsphaerica †
- Zellia xinjiangensis †